# Owen Franks
Owen Franks (* 23. Dezember 1987 in Motueka, Neuseeland) ist ein neuseeländischer Rugby-Union-Spieler auf der Position des Pfeilers. Sein älterer Bruder Ben Franks ist ebenfalls ein neuseeländischer Rugby-Union-Spieler.

## Biografie
Franks ging wie sein Bruder in Christchurch auf der Boys’ High School zur Schule und ist ein Mitglied des Rugbyvereins Linwood RFC. In seiner Jugend spielte er für die nationale neuseeländische Schulauswahlmannschaft sowie für die U-21-Nationalmannschaft.
2007 spielte er zum ersten Mal für die Auswahl der Canterbury RFU in der neuseeländischen Rugbymeisterschaft. In seiner ersten Saison gewann er mit Canterbury den Ranfurly Shield, woran er aber aufgrund einer Verletzung nicht aktiv beteiligt war. Anschließend konnte er 2008, 2009, 2010 und 2011 mit Canterbury jeweils Meister werden sowie 2009 und 2010 erneut den Ranfurly Shield gewinnen, obwohl er seit 2009 wegen Nationalmannschaftsverpflichtungen nur noch selten Spiele für Canterbury absolviert.
Seit dem Jahr 2009 läuft er außerdem für die Crusaders im internationalen Super Rugby auf. Mit ihnen scheiterte er 2010 im Halbfinale und 2011 im Finale der Meisterschaft. Sein Bruder Ben spielt seit 2006 auch für die Crusaders.
2009 spielte Owen Franks in einer Partie des Pacific Nations Cup für die Junior All Blacks, bevor er noch im selben Jahr erstmals für die neuseeländische Nationalmannschaft (All Blacks) nominiert wurde. Mit ihr spielte er in den Tri Nations 2009 und verteidigte erfolgreich den Bledisloe Cup gegen die australische Nationalmannschaft (Wallabies). 2010 lief er im Juniländerspiel gegen die irische Nationalmannschaft zum ersten Mal gemeinsam mit seinem Bruder für die All Blacks auf. Mit ihm und Neuseeland konnte er des Weiteren die Tri Nations 2010 gewinnen und erneut den Bledisloe Cup erfolgreich gegen die Wallabies verteidigen. Außerdem holte er mit der Nationalmannschaft auf ihrer Novembertour den vierten Grand Slam ihrer Geschichte. 2011 verteidigte er mit den All Blacks wieder den Bledisloe Cup und gewann mit seinem Bruder den Titel bei der Rugby-Union-Weltmeisterschaft 2011.